# Mikuláš Karlík
Mikuláš Karlík (* 17. Mai 1999 in Ústí nad Orlicí, Pardubický kraj) ist ein tschechischer Biathlet. Er wurde 2021 Vizejuniorenweltmeister und nahm an den Olympischen Spielen 2022 teil.

## Sportliche Laufbahn
Mikuláš Karlík betreibt seit seinem elften Lebensjahr Biathlon. 2012 und 2014 trat er bei der nationalen Jugendolympiade an und gewann insgesamt sechs Medaillen. Sein Debüt im IBU-Junior-Cup gab er im Dezember 2016 in Hochfilzen. In der Folgesaison sprang in Nové Město na Moravě eine erste Top-10-Platzierung heraus. Höhepunkt des Winters wurde schließlich die Silbermedaille mit der Staffel bei den Jugendweltmeisterschaften 2018. Im Sprint wurde er zudem Neunter, im zugehörigen Verfolgungsrennen fiel Karlík nach zehn Strafrunden auf Rang 30 zurück. Sein Debüt im IBU-Cup feierte der Tscheche im März 2019 in Martell und wurde prompt Achter im Sprintrennen. Eine weitere Medaille gab es im August 2019, als Karlík im Juniorensprint der Sommerbiathlon-WM Silber gewann. In der Saison 2019/20 startete der Tscheche fast durchgehend im IBU-Cup, im Wesentlichen verlief der Winter aber unterdurchschnittlich, weil er in der Gesamtwertung keinen Punktgewinn zu verzeichnen hatte. Seinen Einstand in der höchsten Rennklasse gab Karlík Anfang 2021 in Oberhof, wurde aber im Sprint 99. und damit abgeschlagener Letzter. Höhepunkte der Saison wurden die Teilnahme an den Weltmeisterschaften auf der Pokljuka und der Vizetitel im Sprint der Junioren-WM in Obertilliach hinter Émilien Claude. Kurz darauf gelangen Karlík in Nové Město mit Rang 26 erste Punktgewinne und die bis heute beste Platzierung im Weltcup. Die Saison schloss er auf Rang 77 der Gesamtwertung ab.
Im Winter 2021/22 gehörte Karlík erstmals zur A-Nationalmannschaft. In Hochfilzen ging es mit der Staffel erstmals unter die besten Zehn. Bis zur Saisonmitte kam der Tscheche allerdings nicht einmal unter die besten 60 eines Rennens, da er vor allem im Stehendanschlag ausnahmslos enorme Schießschwächen aufzeigte. Neben Michal Krčmář, Jakub Štvrtecký, Adam Václavík und Milan Žemlička wurde der 22-jährige für die Olympischen Spiele in Peking nominiert. Im dortigen Einzelrennen lag er nach drei Schießeinlagen überraschend auf Rang sieben, verfehlte aber beim letzten Schießen drei Scheiben und fiel somit auf Position 31 zurück. Zudem wurde Karlík 28. im Sprint. Seinen einzigen Punktgewinn des Winters gab es beim Saisonfinale in Oslo, als der Tscheche 39. des Sprints wurde. Die Saison 2022/23 begann er im Weltcup, wurde aber nach mittelmäßigen Ergebnissen schon Mitte Dezember in den IBU-Cup versetzt. Weil er sich in der Schießquote nicht steigerte und auch läuferisch gegenüber dem Vorjahr abbaute, kam Karlík nicht in die Nähe von Top-10-Platzierungen, bestes Ergebnis wurde Rang 23 im Verfolger am Saisonende in Canmore. Ein achter Rang im Supersprint der Sommerbiathlon-Weltmeisterschaften 2023 gab Hoffnung auf eine erfolgreiche Saison 2023/24, ein Punktgewinn gelang dem Tschechen aber nur im Verfolger von Östersund als 36. An gleicher Stelle lief er mit Michal Krčmař, Markéta Davidová und Jessica Jislová auf den fünften Rang im Mixedstaffelbewerb. Im Januar 2024 wurde Karlík wieder in den IBU-Cup versetzt, punktete dort in jedem Rennen und nahm an den Europameisterschaften teil, wo als Bestergebnis Platz 20 in der Verfolgung resultierte.
In der Saison 2024/25 bekam Karlík lediglich drei Weltcupeinsätze, verpasste jedoch die Punkteränge. Größere Erfolge gelangen ihm im IBU-Cup, wo der Tscheche mehrmals unter die besten Zwanzig lief und im Sprint von Otepää nach langer Zeit wieder einen Top-10-Platz verwirklichen konnte.

## Persönliches
Mikuláš Karlík lebt in Ostrov u Lanškrouna. Er ist in einer Beziehung mit seiner Teamkollegin Tereza Voborníková.

## Statistiken

### Weltcupplatzierungen
Die Tabelle zeigt alle Platzierungen (je nach Austragungsjahr einschließlich Olympische Spiele und Weltmeisterschaften).
- 1.–3. Platz: Anzahl der Podiumsplatzierungen
- Top 10: Anzahl der Platzierungen unter den ersten zehn (einschließlich Podium)
- Punkteränge: Anzahl der Platzierungen innerhalb der Punkteränge (einschließlich Podium und Top 10)
- Starts: Anzahl gelaufener Rennen in der jeweiligen Disziplin
- Staffel: inklusive Mixed- und Single-Mixed-Staffeln

| Platzierung               | Einzel | Sprint | Verfolgung | Massenstart | Staffel | Gesamt |
| ------------------------- | ------ | ------ | ---------- | ----------- | ------- | ------ |
| 1. Platz                  |        |        |            |             |         |        |
| 2. Platz                  |        |        |            |             |         |        |
| 3. Platz                  |        |        |            |             |         |        |
| Top 10                    |        |        |            |             | 2       | 2      |
| Punkteränge               |        | 2      | 2          |             | 11      | 15     |
| Starts                    | 7      | 20     | 8          |             | 11      | 46     |
| Stand: Saisonende 2024/25 |        |        |            |             |         |        |

### Weltcupwertungen
Ergebnisse bei Weltcups (Disziplinen- und Gesamtweltcup) gemäß Punktesystem.
| Saison  | Einzel | Einzel | Sprint | Sprint | Verfolgung | Verfolgung | Massenstart | Massenstart | Gesamt | Gesamt |
| Saison  | Platz  | Punkte | Platz  | Punkte | Platz      | Punkte     | Platz       | Punkte      | Platz  | Punkte |
| ------- | ------ | ------ | ------ | ------ | ---------- | ---------- | ----------- | ----------- | ------ | ------ |
| 2020/21 | –      | –      | 76.    | 7      | 60.        | 15         | –           | –           | 74.    | 22     |
| 2021/22 | –      | –      | 93.    | 2      | –          | –          | –           | –           | 100.   | 2      |
| 2023/24 | –      | –      | –      | –      | 71.        | 5          | –           | –           | 85.    | 5      |

### Olympische Winterspiele
Ergebnisse bei Olympischen Winterspielen:
|                                        | Einzelwettbewerbe | Einzelwettbewerbe | Einzelwettbewerbe | Einzelwettbewerbe | Staffelwettbewerbe | Staffelwettbewerbe |
| Einzel                                 | Sprint            | Verfolgung        | Massenstart       | Herrenstaffel     | Mixedstaffel       |                    |
| -------------------------------------- | ----------------- | ----------------- | ----------------- | ----------------- | ------------------ | ------------------ |
| Olympische Winterspiele 2022 \| Peking | 31.               | 28.               | 42.               | –                 | 19.                | 12.                |

### Biathlon-Weltmeisterschaften
Ergebnisse bei den Weltmeisterschaften:
| Weltmeisterschaften | Weltmeisterschaften | Einzelwettbewerbe | Einzelwettbewerbe | Einzelwettbewerbe | Einzelwettbewerbe | Staffelwettbewerbe | Staffelwettbewerbe | Staffelwettbewerbe |
| Jahr                | Ort                 | Einzel            | Sprint            | Verfolgung        | Massenstart       | Herrenstaffel      | Mixedstaffel       | S.-M.-Staffel      |
| ------------------- | ------------------- | ----------------- | ----------------- | ----------------- | ----------------- | ------------------ | ------------------ | ------------------ |
| 2021                | Pokljuka            | –                 | 84.               | –                 | –                 | 13.                | –                  | 16.                |

### Jugend-/Juniorenweltmeisterschaften
Karlík nahm 2018 an den Jugend-, ab 2019 an den Juniorenwettkämpfen teil.
| Weltmeisterschaften | Weltmeisterschaften | Einzelwettbewerbe | Einzelwettbewerbe | Einzelwettbewerbe | Herrenstaffel |
| Jahr                | Ort                 | Einzel            | Sprint            | Verfolgung        | Herrenstaffel |
| ------------------- | ------------------- | ----------------- | ----------------- | ----------------- | ------------- |
| 2018                | Otepää              | 10.               | 9.                | 30.               | 2.            |
| 2019                | Osrblie             | 46.               | 14.               | 21.               | 6.            |
| 2020                | Lenzerheide         | 10.               | 10.               | 9.                | 6.            |
| 2021                | Obertilliach        | 6.                | 2.                | 8.                | 3.            |